# Йохан V (Спонхайм-Щаркенбург)
Йохан V фон Спонхайм (на немски: Johann V von Sponheim; * ок. 1359; † 24 октомври 1437) от род Спанхайми е от 1414 г. граф на долното Графство Спонхайм и от 1417 г. за 20 години (1417 – 1437) на отново обединеното графство Спонхайм.

## Биография
Той е син на граф Йохан IV „Млади“ фон Спонхайм-Щаркенбург (* пр. 1338, † 1413/1414) и съпругата му Елизабет фон Спонхайм-Кройцнах († 1395), дъщеря на граф Валрам фон Спонхайм-Кройцнах († 1380) и Елизабет фон Катценелнбоген († 1383). Внук е на Йохан III фон Спонхайм-Щаркенбург († 1398) и Мехтхилд фон Пфалц (1312 – 1375), която е внучка по майчина линия на крал Адолф от Насау и по бащина линия правнучка на римския крал Рудолф Хабсбургски и племенница на император Лудвиг Баварски.
Йохан V се жени вече доста стар през декември 1415 г. за Валбурга фон Лайнинген-Риксинген († 23 август 1447), дъщеря на граф Йохан фон Лайнинген-Риксинген († 1394/1399) и Елизабет фон Люцелщайн († пр. 1437). Бракът е бездетен.
Йохан V се занимава с алхимия. Той наследява като кръвен роднина (agnatus) четири пети от предното графство Спонхайм от графиня Елизабет фон Спонхайм и Вианден († 1417), дъщеря-наследничка на граф Симон III фон Спонхайм-Кройцнах. Така след ок. 200 години графството Спонхайм отново е обединено.
През 1421 г. Йохан V участва във Хуситските войни. Йохан умира през 1437 г. и е погребан в Трарбах.
Наследниците на Йохан V стават децата на сестрите на баща му Йохан IV фон Спонхайм-Щаркенбург, Мехтилд и Лорета, които са омъжени за маркграф Рудолф VI фон Баден и граф Хайнрих III фон Велденц. Йохан продава и залага части от графството и облагоденства маркграфа на Баден.